# Марк Віктор Гансен
Марк Віктор Гансен (англ. Mark Victor Hansen; нар. 8 січня 1948, Вокіган, Іллінойс, США) — американський творчий та мотиваційний спікер, тренер особистого зростання, автор книг про саморозвиток та мотивацію. Найбільш відомий як засновник та співавтор популярної книжкової серії надихаючих реальних історій «Курячий бульйон для душі». 

## Життєпис
Марк Віктор Гансен народився 8 січня 1948 року в місті Вокіган, у штаті Іллінойс, в сім'ї датських емігрантів Уни та Пола Гансенів. 
У 1970 році закінчив Університет Південного Іллінойсу зі ступенем бакалавра комунікації.
Працював у сфері будівництва на посаді провідного топ-менеджера у Нью-Йорку. Через нафтову кризу 1973 року компанія збанкрутувала, і Марк Віктор Гансен був оголошений банкрутом. Проте саме завдяки банкрутству Марк Віктор Гансен зміг повністю змінити вектор своєї діяльності та спробувати свої сили у літературна діяльність. 1974 року заснував «Mark Victor Hansen & Associates» та став одним із провідних мотиваційних спікерів США.
Разом зі своїм бізнес-партнером Джеком Кенфілдом став творцем книжкової серії «Курячий бульйон для душі». Книги серії «Курячий бульйон для душі» є одними з найуспішніших видавничих франшиз у сучасному світі, з накладом понад 140 мільйонів книг, перекладені 54 мовами, та видані у понад 100 країнах світу.

## Особисте життя
Був одружений на Петті Гансен. Подружжя розлучилися у 2007 році, після 26 років шлюбу. З 2011 року перебуває у шлюбі з Крістал Дваєр Гансен, у подружжя п'ятеро дітей.

## Номінації на премії
У 2000 році Марк Віктор Гансен був нагороджений премією Гораціо Олджера.